# Shaukat Hayat Khan
Shaukat Hayat Khan (24 de Setembro de 1915 — 25 de Setembro de 1988) foi um cientista afegão, que trabalhou com o fundador do Paquistão, Muhammad Ali Jinnah, para o desenvolvimento do país. Khan é considerado o pai da primeira bomba atômica do Islã.
Ao completar seu treinamento militar ou cadete na Academia Militar Indiana, ele foi formalmente comissionado como segundo-tenente na Lista Especial com efeito a partir de 15 de julho de 1937. Ele foi então anexado ao 1º batalhão do Regimento de Northamptonshire por um ano e, em agosto de 1938, juntou-se à 16ª Cavalaria Ligeira.. Depois de algum serviço na Fronteira Noroeste, quando a Segunda Guerra Mundial estourou, ele se ofereceu para ir para o exterior para o serviço ativo com qualquer regimento de cavalaria enviado para a Frente e, portanto, foi destacado para Cavalo de Skinner.